# Gótico internacional

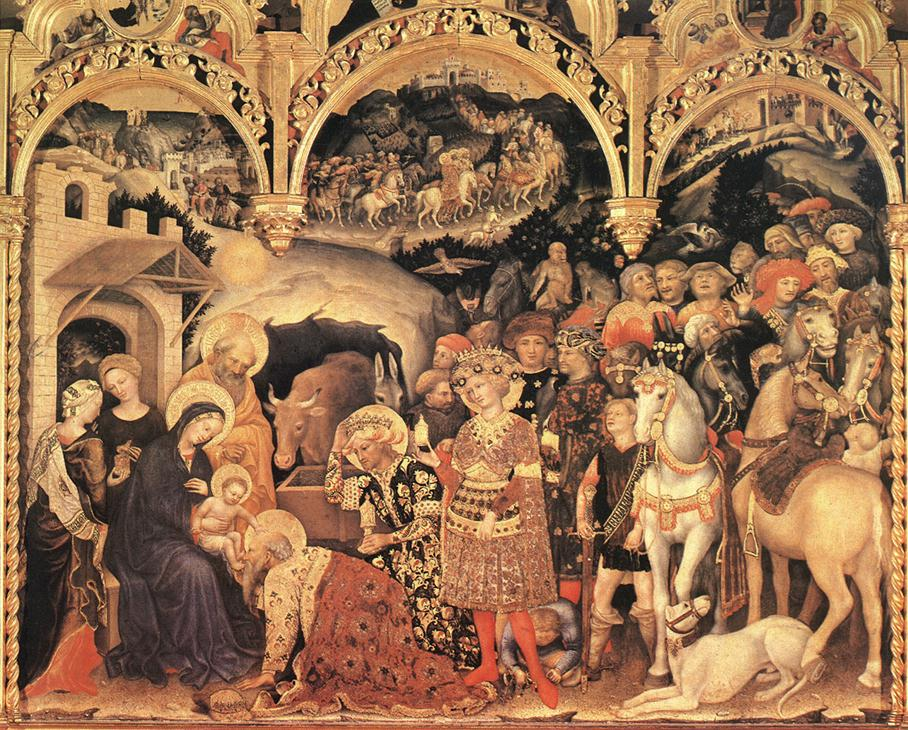
A Adoração dos Magos, de Gentile da Fabriano.

O gótico internacional é uma espécie de arte gótica tardia que apareceu na Borgonha, Boêmia e norte da Itália no final dos anos 1300 e começo dos 1400. Mais tarde, o Gótico Internacional se espalhou pela Europa Ocidental. O termo Gótico Internacional foi cunhado pelo historiador Louis Courajod no final do século XIX, sendo denominado também de Schöne Stil ou Weicher Sti em alemão.
Foi nesse período que os artistas viajaram pelo continente espalhando a arte das iluminuras através de pequenas obras facilmente portáveis, criando uma estética comum entre a realeza e a nobreza e removendo o conceito de arte estrangeira. As principais influências estavam no norte da França, no Ducado da Borgonha, na Corte Imperial de Praga e na Itália.  Casamentos como o de Ricardo II de Inglaterra e Ana de Luxemburgo ajudaram a espalhar o estilo pela Europa.
A característica estilística são as linhas ricas, decorativas e coloridas, com uso abundante do ouro. O Gótico Internacional fez um uso mais racional da perspectiva, de um modo que não tinha sido visto desde a Antiguidade. Era uma arte mais naturalista e que se prendia aos detalhes, porém mantendo, simultaneamente, um forte carácter simbólico.
Os artistas mais importantes foram, entre outros, Gentile da Fabriano e Jacopo Bellini.

## Antecedentes históricos
Uma nova classe social emerge das cidades na Baixa Idade Média: a burguesia, de que fazem parte os artesãos e os mercadores. Consequentemente, surge uma nova hierarquia de valores. A aristocracia feudal abandona seus castelos para se mudar para as cidades, perto das cortes dos soberanos e dos poderosos. Essas novas classes sociais privilegiadas não se sentem refletidas nas artes dos vitrais das catedrais e buscavam a ostentação. Buscavam uma arte mais elitista e refinada. Desse modo, trocavam livros ilustrados com iluminuras ou pequenos quadros, fáceis de serem transportados. A partir da Corte de Avinhão, o gótico internacional se estendeu por toda Europa. Simone Martini e outros artistas italianos e franceses tomaram contato com as escolas de Flandres, Renânia ou Boêmia ou dos reinos ibéricos, os quais difundiram na Europa o realismo naturalista dos pintores da Escola Sienesa ou da caligrafia refinada das iluminuras francesas.
A importante versão boêmia do estilo se desenvolveu na Corte de Carlos IV, em Praga, cidade que foi, por um curto período, a mais importante no desenvolvimento da arte européia. Carlos fazia parte da Casa de Luxemburgo, foi ensinado pelo futuro Papa Clemente VI. Quando jovem, passou sete anos na Corte Francesa e visitou a Itália duas vezes. Tinha ligações íntimas com várias cortes da França, incluindo o Papado de Avinhão e o Ducado da Borgonha. O estilo boêmio tinha figuras femininas ricas e doces que influenciaram vários outros estilos. Carlos tinha, pelo menos, um altar italiano, aparentemente feito na Itália e enviado para perto de Praga, atualmente no Castelo de Karlstein. Para a Catedral de São Vito, em Praga, Carlos IV contratou um arquiteto francês e, mais tarde, o alemão Peter Parler.
Os primeiros artistas desse estilo se encontram nas cortes dos duques de Berry e de Borgonha. O Duque de Berry contou sobretudo com os serviços de notáveis miniaturistas, como Jacquemart de Hesdin, autor das Grandes Horas (Biblioteca Nacional da França), e sobretudo dos Irmãos Limbourg, cuja obra-prima é As Riquíssimas Horas do Duque de Berry (Museo Condé de Chantilly).
Na corte Filipe II da Borgonha se destacarm: Jean de Beaumetz, Jacquemart de Hesdin, Melchior Broederlam, Jean Malouel e Henri Bellechose. Outros artistas franceses foram o Mestre de Parement de Narbonne e o Mestre de Boucicaut.
Destacam-se pintores centro-europeus, tanto alemães quanto boêmios. Assim, na Alemanha, cabe mencionar Conrad Soest, o chamado Mestre Francke, Stefan Lochner (pertencente à Escola de Colônia), Bernt Notke, Veit Stoss, Michael Pacher e o Mestre Bertram.
Praga foi um dos centros que criou este estilo internacional, sendo seus mestres mais destacados o Mestre do Alto Reno, o Mestre do Altar de Třeboň e o Mestre Theodoric.
Na Itália, se desenvolveu na Lombardia, com Michelino da Besozzo, em Siena (com Sassetta, Sano di Pietro e Giovanni di Paolo), assim como em Florença, com Lorenzo Monaco, Gentile da Fabriano e Jacopo Bellini. Também merece ser destacado Antonio Pisanello.
Por fim, na Espanha, destacam-se: Luis Borrassá, Bernardo Martorell, Pedro Zuera, Dello Delli, Luis Dalmau  e Jaime Huguet.

## Tapeçaria
Outro  veículo do Gótico Internacional foram as obras de tapeçaria criadas em centros de produção como  Arras e Tournai, bem como Paris, onde a produção de tapeçarias foi permanentemente desordenada pela ocupação Inglesa de 1418–36. Sob o consistente patrocínio dos Duques da Borgonha, o refinado estilo do Gótico Internacional herdou muitos da obras de iluminuras. As famosas Tapeçarias de Caça de Devonshire (Chatsworth Hunts), agora no Victoria and Albert Museum, de Londres, foram inspiradas nos livros de caça de Gastão III Febus e romances contemporâneos sobre a Guerra de Troia.

## Retratos Reais
Um grande número de obras importantes do Gótico Internacional são retratos de monarcas acompanhados de uma figura sagrada - em alguns casos, sendo recebidos no Paraíso, como na miniatura do Duque João de Berry e alguns de seus parentes, sendo recebidos por São Pedro nas Les très riches heures du duc de Berry.

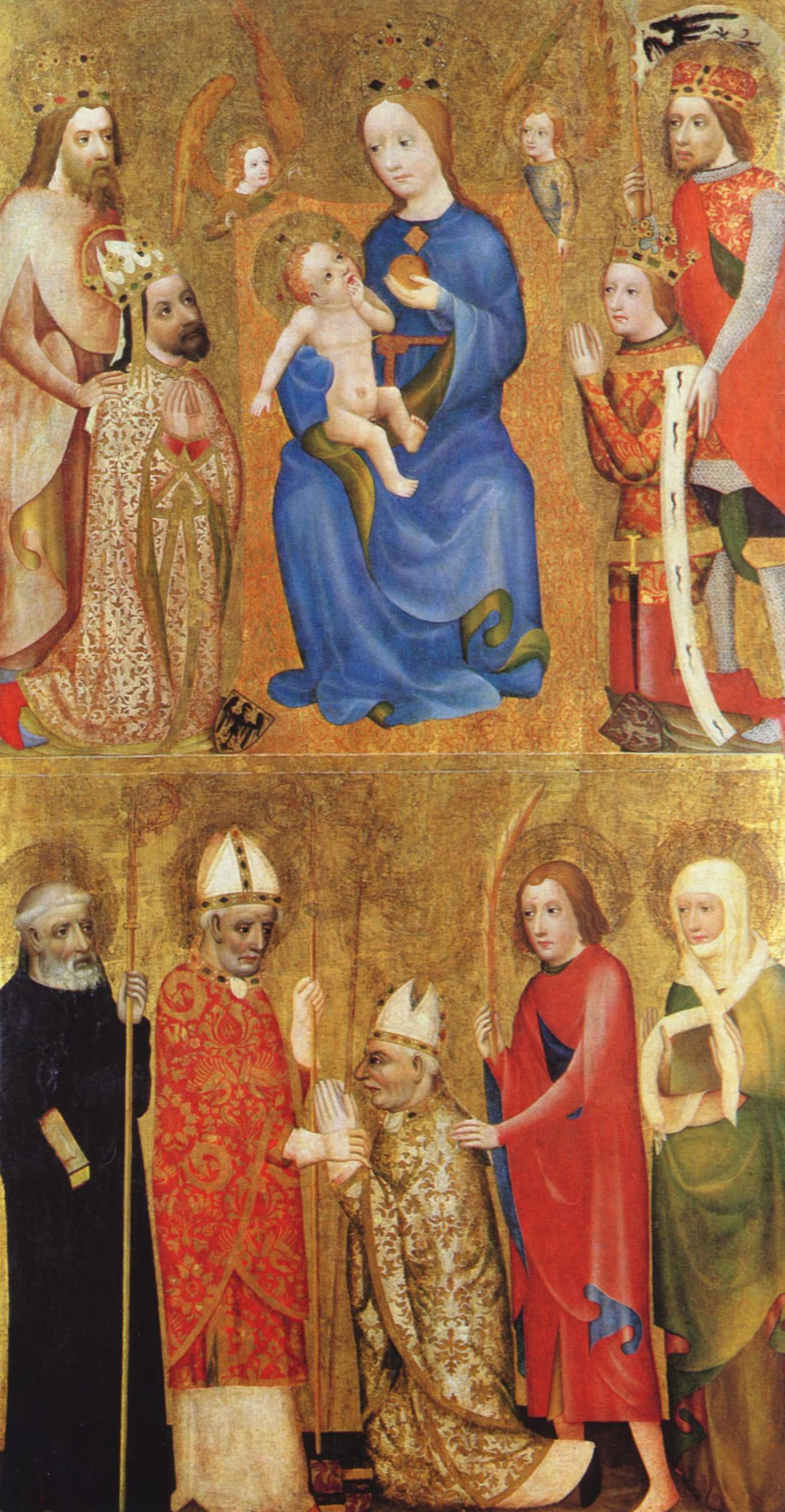
Mestre Theodoric, Carlos IV, Sacro Imperador Romano-Germânico e seu filho perante a Virgem (detalhe)
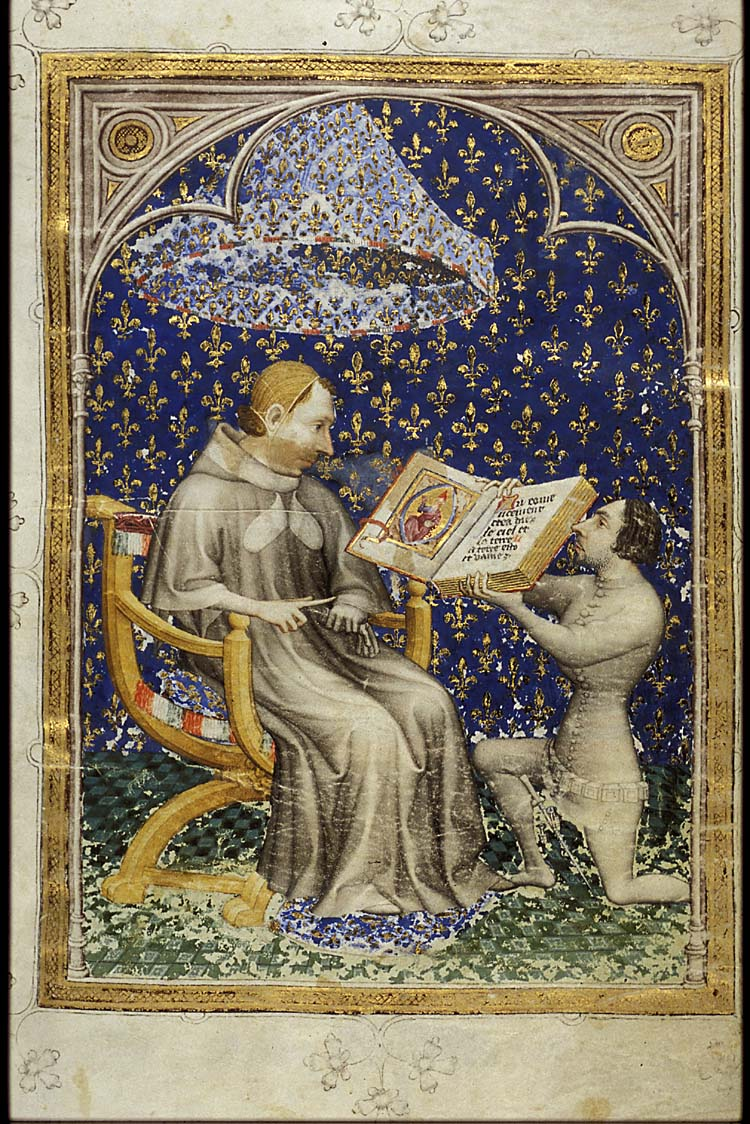
Jean de Vaudetar, moço de câmara do Rei Carlos V de França, apresenta sua doação de um manuscrito ao Rei, 1372.
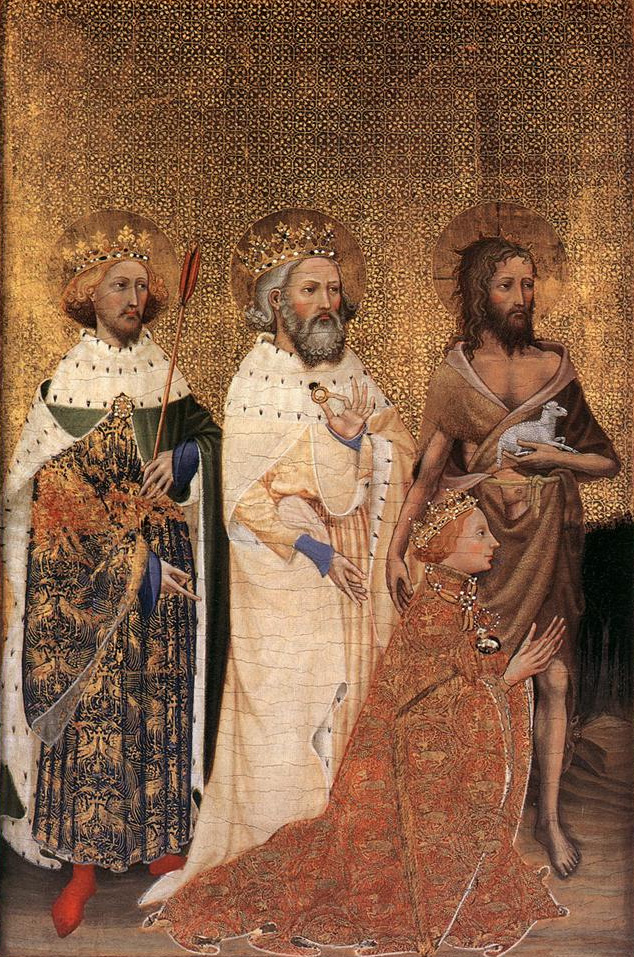
Díptico de Wilton 1395–99. Rei Ricardo II de Inglaterra ajoelha-se.
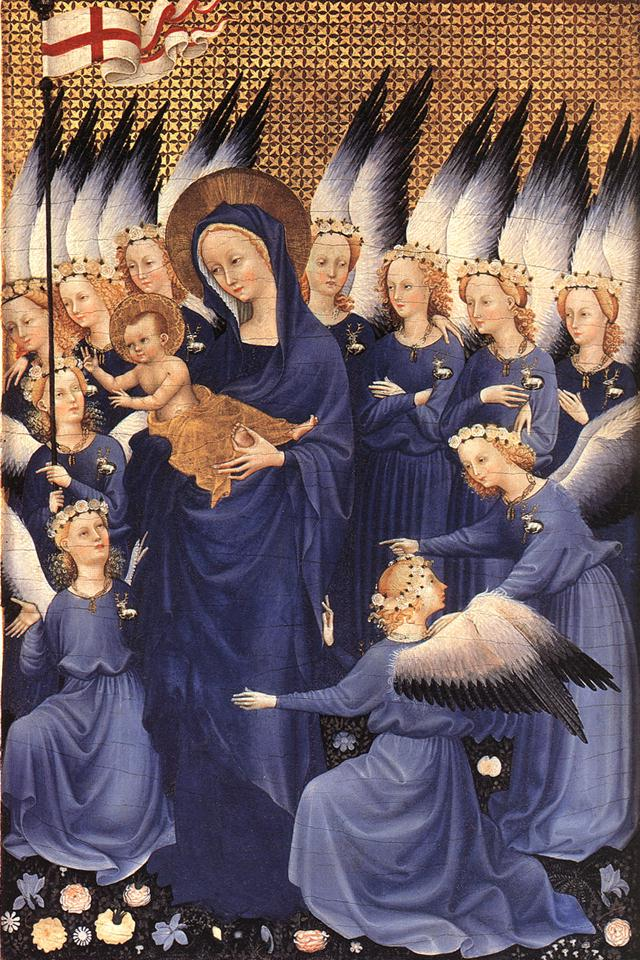
Díptico de Wilton, pintado na Inglaterra por um artista francês ou inglês.

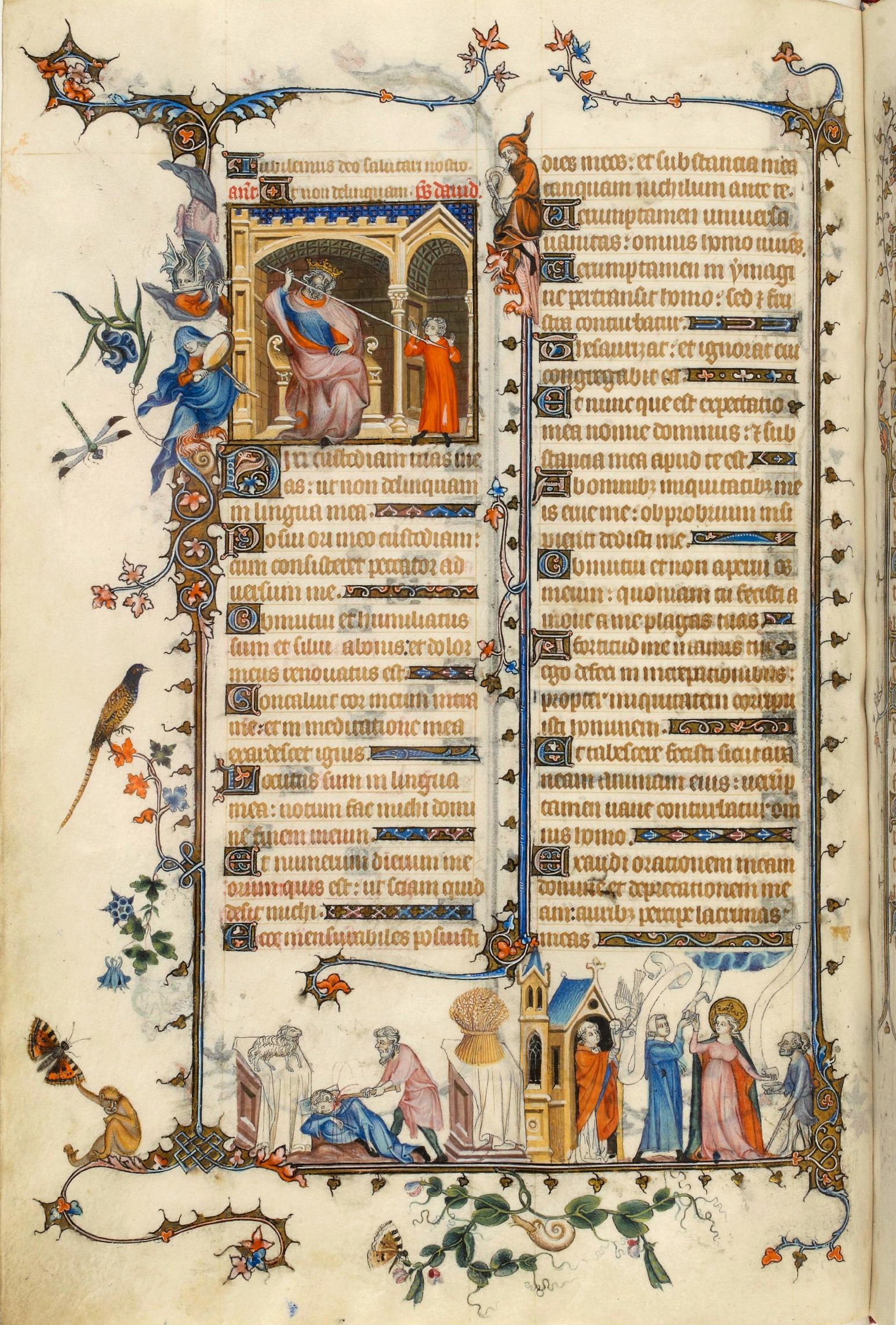
Jean Pucelle, David y Saúl, página do Breviario de Belleville, Biblioteca Nacional da França, Paris

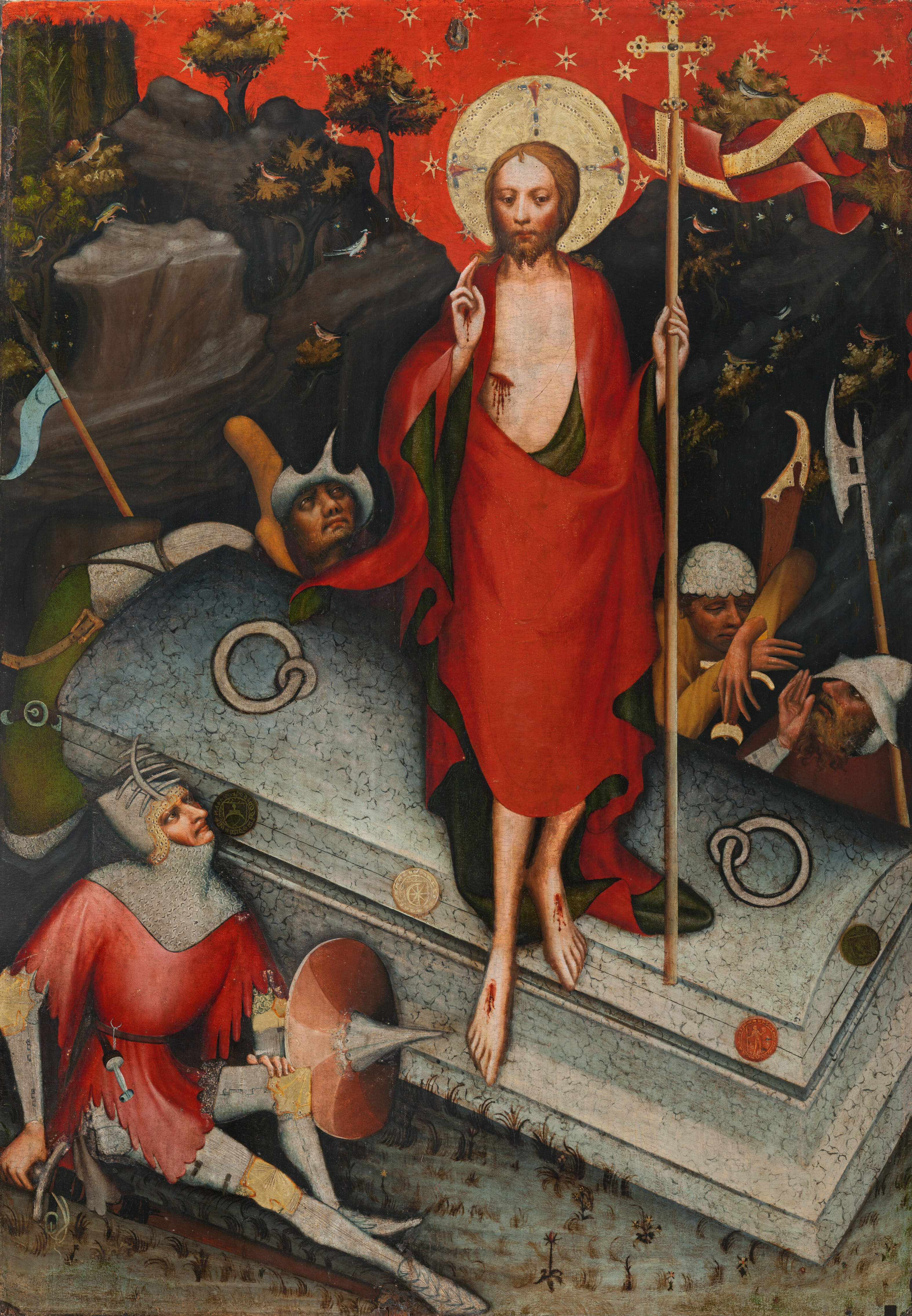
Mestre de Třeboň ou Mestre de Wittingau, A Ressurreição, Painel do Altar de Třeboň, Národni Galeri, Praga.

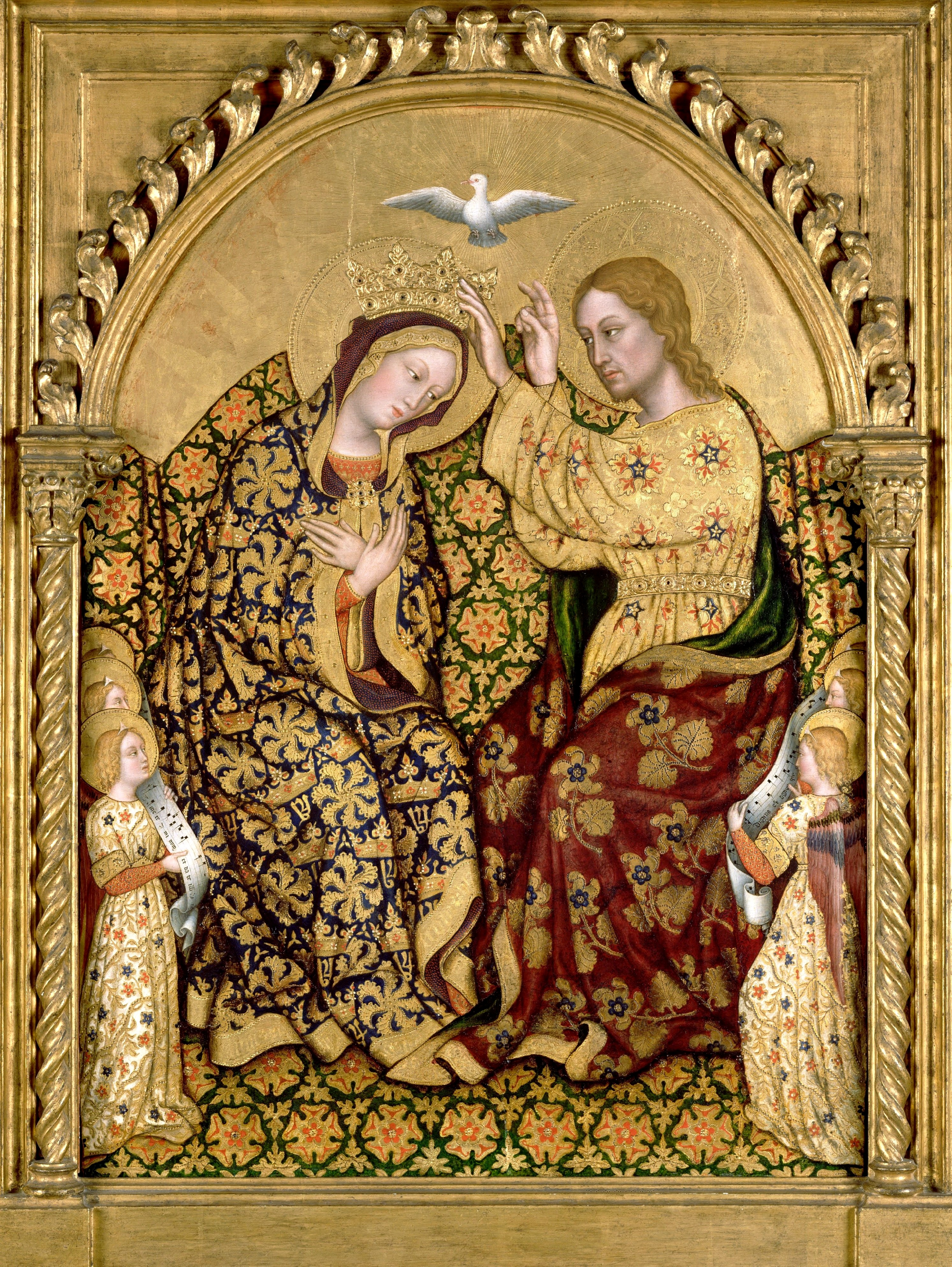
Gentile da Fabriano, A Coroação da Virgem, Coleção Particular, Paris.

## Fim do Gótico Internacional
A criação da Adoração dos Magos, de Gentile da Fabriano, em Florença, em 1423, foi o auge do Gótico Internacional. Logo após, veio a elaboração da Capela Brancacci, por Masolino e Masaccio (1424-26), reconhecido como o marco de um novo estilo.
Da mesma forma, após as Les très riches heures du duc de Berry, surgiram as Horas de Turim-Milão, uma continuação do manuscrito iniciado décadas antes pelo Mestre de Parement de Narbonne para o Duque de Berry, que, apesar de apresentar uma estrutura do Gótico, apresentava um novo estilo de pintura.

## Artistas

### França
O centro mais importante do Gótico Internacional na França foi definitivamente Avignon, onde artistas de várias partes da Europa se reuniam na corte papal (e com eles os embaixadores, comerciantes, banqueiros, os peregrinos), o que espalhou pela região uma fonte inesgotável de modelos para obras de arte e imagens. Com o retorno do papa a Roma, a produção artística não parou totalmente, mas tornou-se menos rica e menos ousada.
Os ateliês de iluminuras de Paris eram famosos por agregar artistas de vários países. O Mestre de Boucicaut, que trabalhou também na Catedral de Milão foi um dos pintores mais importantes da época. Os Irmãos Limbourg, vindos de Gueldres, também trabalharam nesta época para Filipe II, Duque da Borgonha e para o João, Duque de Berry, tendo se destacado com sua obra-prima: Les très riches heures du duc de Berry. No final do século XV, surgiu a figura de Jean Fouquet, que viajou para a Itália e lá entrou em contato com artistas como Fra Angelico, Domenico Veneziano e Piero della Francesca.
Na Borgonha surgiram muitas influências na pintura, como é o caso de Jean Malouel (tio dos Irmãos Limbourg), pintor da corte em 1396. Após sua morte, tomou seu lugar Henri Bellechose, que era mais fiel à tradição local, cheia de dourados, na representação de tecidos preciosos e detalhes originados da tradição gótica francesa. 
- André Beauneveu
- Jean de Beaumetz
- Jacques de Baerze
- Jacquemart de Hesdin
- Jean Malouel
- Irmãos Limbourg
- Henri Bellechose
- Melchior Broederlam
- Mestre de Boucicaut
- Mestre de Bedford
- Mestre das Horas de Rohan
- Hennequin de Bruges
- Mestre de Parement de Narbonne

### Inglaterra
- Mestre do Díptico de Wilton

### Península Ibérica
- Luis Borrassà
- Bernat Martorell

### Boêmia
- Mestre do Altar de Třeboň
- Mestre Theodoric

### Itália
- Giovanni da Milano
- Lorenzo Veneziano
- Lorenzo Monaco
- Gentile da Fabriano
- Jacobello del Fiore
- Sassetta
- Pisanello

### Alemanha
- Mestre Bertram
- Conrad von Soest
- Mestre Francke
- Mestre do Alto Reno

## Locais de Visitação
- Accademia
- Basílica de Santa Cruz
- Biblioteca Britânica
- Biblioteca Nacional da França
- Castelo de Angers
- Castelo de Chantilly (Museu Condé)
- Castelo de Karlstein
- Galeria Nacional de Praga
- Gemäldegalerie
- Kunsthalle de Hamburgo
- Mosteiro de Champmol
- Museu de Arte de Cleveland
- Museu de Belas Artes de Dijon
- Museu do Louvre
- Museu Jacquemart-André
- Museu Nacional de Arte Antiga
- Museu Nacional de Arte da Catalunha
- Museu Nacional de Varsóvia
- Museu Thyssen-Bornemisza
- Museus Vaticanos
- National Gallery
- Pinacoteca Nazionale di Siena
- Queen's Gallery
- Städel